# Fred (videojuego)
Fred, conocido en Reino Unido como Roland on the ropes (sólo la versión Amstrad CPC) es un videojuego de videoaventura creado en 1983 y distribuido por Indescomp primero y por Made in Spain después en España, y por Amsoft en Reino Unido. Es uno de los primeros juegos españoles, junto con La Pulga en lograr una distribución comercial fuera de España. Salió para ZX Spectrum, Amstrad CPC y Commodore 64.

## El juego
Controlas a Fred (Roland en la versión británica), un explorador armado con una pistola, que está recorriendo tumbas, llenas de laberínticos túneles horizontales y verticales, repletos de cuerdas que se pueden subir o bajar y de tesoros que recoger. Pero también están plagadas de trampas y enemigos como fantasmas, momias, animales. Algunos podremos destruirlos con nuestra pistola (aunque las balas están limitadas), pero otros son indestructibles y deberemos huir de ellos o esquivarlos. Al tocarnos, nos quitarán un poco de energía. Cuando la energía llegue a cero, el juego habrá terminado. Nuestra tarea será resolver el laberinto y llegar hasta la salida de la tumba, para entrar en la siguiente, recogiendo por el camino la mayor cantidad posible de tesoros.
En Reino Unido, la versión Amstrad CPC se lanzó como parte de la franquicia Roland, la mascota de Amstrad, al igual que se hizo con La Pulga, que fue lanzado como Roland on the caves, aunque esta decisión se tomó cuando el juego ya estaba desarrollado, por lo que no guarda relación gráfica con otros títulos de la franquicia. La versión Amstrad en España conservó su título original.